# Štítary (Aš)
Štítary (németül Schildern bei Asch) megszűnt község Csehországban a Karlovy Vary-i kerület Chebi járásában a jelenlegi Krásná község területén.

## Fekvése
Az Aši-kiszögellés nyugati peremén, a Smrčiny hegység részét képező Aši-hegyvidéken (csehül Ašská vrchovina), Aš-tól 3 km-re északnyugatra fekszik. A község korábban a következő településekből tevődött össze: Dolní Ves, Horní Ves, Štítarský Vrch, Ängerlein és Farnhaus.

## Története
Német telepesek alapították. Első írásos említése 1342-ből származik, ekkor a Neuberg-család birtoka. A 15. század kezdetétől a Zedtwitz-család tulajdonában évszázadokon keresztül. A második világháborút követően 1946-ban német nemzetiségű lakosságát kitelepítették, ekkor a községet alkotó települések többsége megszűnt. Közvetlenül a kitelepítés előtt 50 lakóházában 240 lakos élt. A község 1975-ben szűnt meg, ekkor Ašhoz, majd 1990-ben Krásná községhez csatolták. Csupán két családi ház és két felújításra szoruló panelház van a területén, valamint egy éveken keresztül használaton kívül levő mezőgazdasági létesítmény, mely csak nemrég újította fel működését. Az egykori Újezd település felé tartó út közelében fekszik a Határőrség megszűnt laktanyája.

## Fordítás
- Ez a szócikk részben vagy egészben a Štítary (Krásná) című cseh Wikipédia-szócikk ezen változatának fordításán alapul.  Az eredeti cikk szerkesztőit annak laptörténete sorolja fel. Ez a jelzés csupán a megfogalmazás eredetét és a szerzői jogokat jelzi, nem szolgál a cikkben szereplő információk forrásmegjelöléseként.